# 特罗伊茨科耶农村居民点 (沃洛格达州)
特罗伊茨科耶农村居民点（俄语：Троицкое сельское поселение）是俄罗斯联邦沃洛格达州乌斯季库边斯科耶区所属的一个农村居民点。其下辖有34个居民点，行政中心为别列日诺耶。据2015年统计，该农村居民点的人口为937人。